# قنابية
قُنَابِيَّة أو صِلْع أو يَسْتوريه (الاسم العلمي: Ostrya)، جنس أشجار حرجية وتزيينية تتكون من 8 إلى 10 أنواع وتنتمي إلى فصيلة القضبانية. أعطانها الأصلية في جنوب أوروبا وجنوب غرب آسيا وشرق آسيا، وأمريكا الشمالية وأمريكا الوسطى.

## من أنواعها الواطنة في الوطن العربي
- القنابية شردية الأوراق (باللاتينية: Ostrya carpinifolia)